# Krithika
Mathuram Bhoothalingam (pseudónimo Krithika, Bombay, 1905-Delhi, 2009) novelista y guionista india en tamil e inglés.

## Biografía
Nacida en Bombay, de muy pequeña se mudó con su fsamilia a Delhi donde vivió gran parte de su vida. Se casó con S. Bhoothalingam, un oficial del servicio civil hindú y tuvieron una hija.

### Producción bibliográfica
- Yoga de la vida
- Viaje a través del Ramayana
- El dedo en el laúd (La historia de Mahakavi Subramania Bharati)[3]